# Projekthanteringssystem
Projekthanteringssystem ger stöd för att bedriva projekt.  De har stöd för schemaläggning, kostnadskontroll och budgetförvaltning, resursfördelning, delegering och kommunikationsverktyg, gantt-scheman och andra sätt att följa upp tidsgränser. 
Projekthanteringssystem kan installeras lokalt och körs individuellt av varje användare. Projekthanteringssystem finns även webbaserat.
Projekthanteringssystem för företag där hela verksamheten bedrivs i form av projekt bör ha ett affärssystem som stödjer företagets projektverksamhet.